# Rue Girardon
Rue Girardon är en gata i Quartier des Grandes-Carrières i Paris 18:e arrondissement. Rue Girardon, som börjar vid Rue Lepic 83 och slutar vid Place Constantin-Pecqueur 1, är uppkallad efter den franske barockskulptören François Girardon (1628–1715).

## Omgivningar
- Sacré-Cœur
- Saint-Pierre de Montmartre
- Square Suzanne Buisson
- Château des Brouillards
- Impasse Girardon
- Place Marcel-Aymé
- Jardin Frédéric-Dard

## Kommunikationer
- Tunnelbana – linje  – Lamarck – Caulaincourt
- Busshållplats Moulin de La Galette – Paris bussnät, linje 40
- Busshållplats Abreuvoir–Girardon – Paris bussnät, linje 40

### Webbkällor
- ”Rue Girardon”. Mairie de Paris. http://www.v2asp.paris.fr/commun/v2asp/v2/nomenclature_voies/Voieactu/4139.nom.htm. Läst 25 februari 2021.
- ”Rue Girardon”. Les rues de Paris. https://www.parisrues.com/rues18/paris-18-rue-girardon.html. Läst 25 februari 2021.